# Xanthirinopsis cataplaga
Xanthirinopsis cataplaga là một loài bướm đêm trong họ Noctuidae.